# David Plantier
David Plantier est un violoniste français.

## Biographie
David Plantier commence l'apprentissage du violon à cinq ans, puis poursuit des études de violon moderne au conservatoire de Genève, où après un an il préfère rejoindre la classe d'Odile Edouard qui enseigne le violon baroque. Pour approfondir ses études, il se rend à la Schola Cantorum de Bâle dans la classe de Chiara Banchini. Il découvre aussi la passion de la recherche musicale dans cette institution. Depuis la fin de ses études, il mène une vie active de concertiste et de violon principal, dans des ensembles prestigieux tels que l' « Hespèrion XXI » ou « Le Concert des Nations » de Jordi Savall, l'« Ensemble 415 », le « Freiburger Barockorchester , il est premier violon du Le Concert d'Astrée, ou le Café Zimmermann. Avec ces derniers il a fait de nombreux enregistrements. 
Actuellement il est assistant de Banchini à la Schola Cantorum et a créé en 2004 l'ensemble « Les Plaisirs du Parnasse », les enregistrements de cet ensemble ont remporté de nombreux prix du disque. Il est aussi actif comme chef, par exemple à la tête de l'orchestre baroque « La Cetra » de Bâle (2002-2008).

## Discographie sélective
- Concerti, Sinfonie, Ouverture de Giuseppe Antonio Brescianello, 2004 avec La Cetra Barockorchester Basel (Harmonia Mundi France HMC 905262)
- Sonates de Johann Paul von Westhoff, 2005 (Zig Zag 050201)
- Hortus celicus de Johann Jakob Walther, 2006 (Zig Zag 060902)
- Concerti da camera op.1 de Francesco Venturini, 2006 avec La Cetra Barockorchester Basel (Zig Zag 060502)
- Fidicinium Sacro Profanum de Heinrich Ignaz Franz Biber, 2008 (Zig Zag 080701)
- Les dernières Sonates de  Giuseppe Tartini, 2021 (Ricercar)
- Violin Sonatas de Jean-Marie Leclair, 2022 (Ricercar RIC 431), « Diapason d'or »
- Les Violons des lumières, 2023 (Ricercar RIC 461), « Diapason d’or »